# Chilehexops
Chilehexops là một chi nhện trong họ Dipluridae.